# Cratiria rutilans
Cratiria rutilans är en lavart som beskrevs av Marbach 2000. Cratiria rutilans ingår i släktet Cratiria och familjen Caliciaceae.   Inga underarter finns listade i Catalogue of Life.